# Fréthun
Fréthun (Nederlands: Fraaituin) is een gemeente in het Franse departement Pas-de-Calais (regio Hauts-de-France). De plaats maakt deel uit van het arrondissement Calais. Fréthun telde op 1 januari 2022 1.393 inwoners.

## Geografie
De oppervlakte van Fréthun bedroeg op 1 januari 2022 7,92 vierkante kilometer; de bevolkingsdichtheid was toen 175,9 inwoners per km².

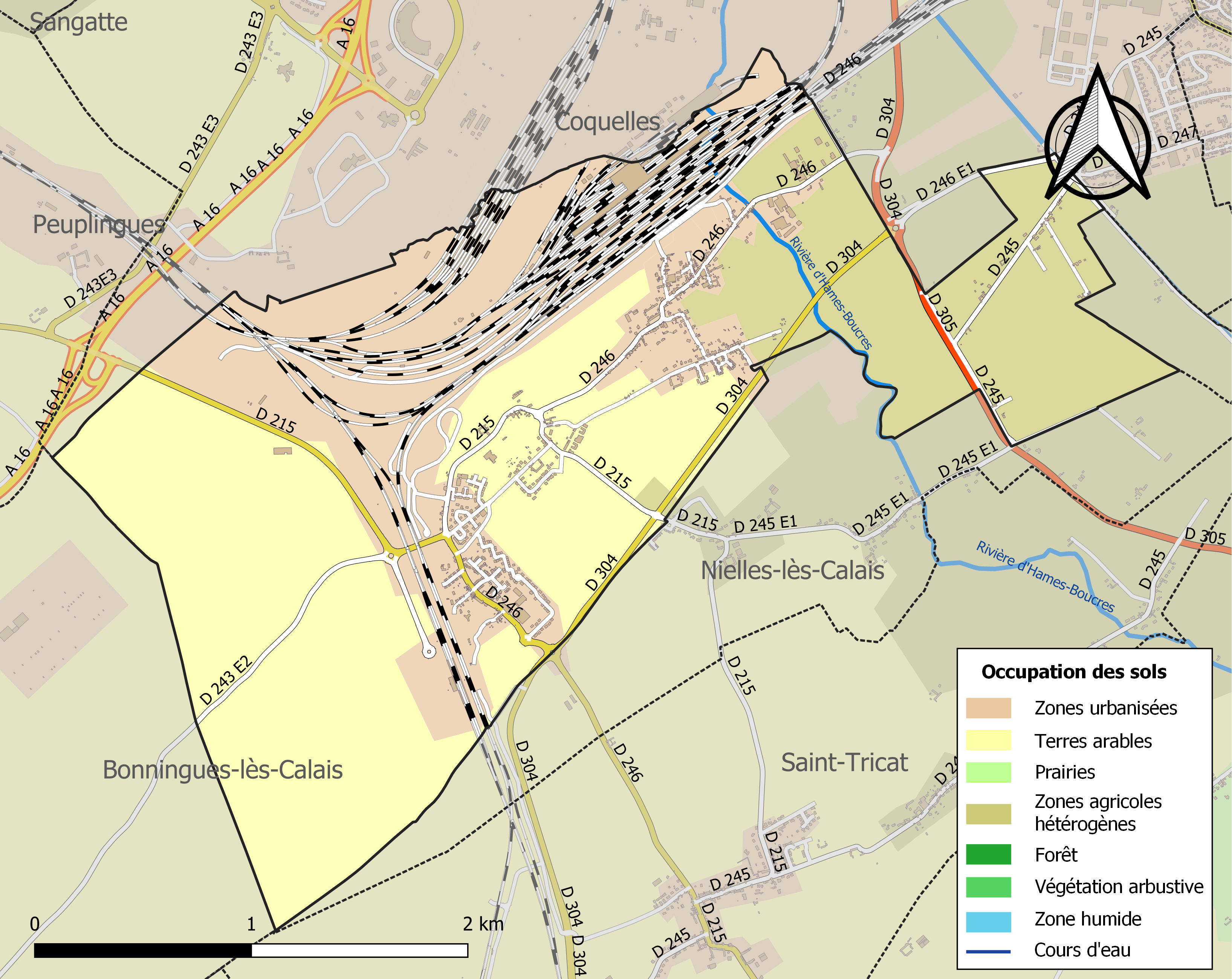
Kaart van de gemeente met belangrijkste infrastructuur, bodemgebruik en omliggende gemeenten

## Verkeer en vervoer
Het station Calais-Fréthun en de Eurotunnel-terminal (kanaaltunnel) liggen in de gemeente.

## Demografie
Onderstaande figuur toont het verloop van het inwonertal (bron: INSEE-tellingen).